# Пацюченко, Валентин Фёдорович
Валентин Фёдорович Пацюченко (28 августа 1924 — 4 января 1993) — подполковник Советской Армии, участник Великой Отечественной войны, Герой Советского Союза (1944).

## Биография
Родился 28 августа 1924 года в городе Лубны (ныне — Полтавская область Украины).
Окончил девять классов школы.
В 1942 году Пацюченко был призван на службу в Рабоче-крестьянскую Красную Армию. В 1943 году окончил Бердичевское пехотное училище. С апреля того же года — на фронтах Великой Отечественной войны. В боях был тяжело ранен. К августу 1944 года гвардии лейтенант Валентин Пацюченко командовал огневым взводом 272-го гвардейского миномётного полка 6-го гвардейского танкового корпуса 3-й гвардейской танковой армии 1-го Украинского фронта. Отличился во время освобождения Польши.
1 августа 1944 года взвод Пацюченко под массированным вражеским огнём переправился через Вислу в районе города Баранув-Сандомерский. Во время переправы он спас затонувший миномёт. Выбравшись на берег, он сразу же вступил в бой за плацдарм. В бою за траншею Пацюченко лично уничтожил несколько вражеских солдат. Противник предпринял несколько танковых контратак, но все они были отбиты, Пацюченко лично подорвал гранатой прорвавшийся немецкий танк, сам был ранен, но продолжал сражаться. Когда выбыл из строя командир батареи, Пацюченко заменил его собой. Под его руководством батарея отразила пять немецких контратак.
Указом Президиума Верховного Совета СССР от 23 сентября 1944 года за «мужество и героизм, проявленные при форсировании Вислы и удержании плацдарма на её западном берегу» гвардии лейтенант Валентин Пацюченко был удостоен высокого звания Героя Советского Союза с вручением ордена Ленина и медали «Золотая Звезда» за номером 4665.
После окончания войны Пацюченко продолжил службу в Советской Армии. В 1966 году в звании подполковника он был уволен в запас. Проживал и работал в Краснодаре.
Скончался 4 января 1993 года, похоронен на Славянском кладбище Краснодара.
Был также награждён орденами Отечественной войны 1-й и 2-й степени, Красной Звезды, рядом медалей.